# Fukuititan
Fukuititan nipponensis
Genre
Espèce
Fukuititan est un genre fossile de dinosaures macronariens du Crétacé inférieur retrouvé au Japon. 
L'espèce type et seule espèce, F. nipponensis, a été décrite par Yoichi Azuma et Masateru Shibata en 2010. Elle est basée sur l'holotype FPDM-V8468, composé de fossiles retrouvés dans la formation géologique de Kitadani du groupe de Tetori, à Katsuyama.

## Datation

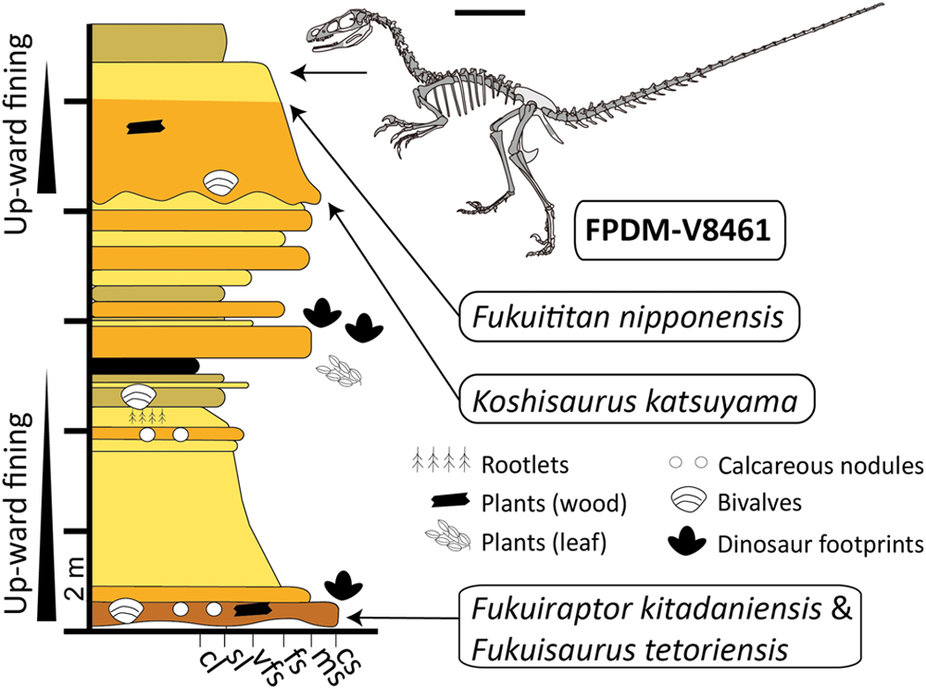
Stratigraphie de la carrière des dinosaures de Kitadani dans la formation de Kitadani avec la position des fossiles de Fukuititan nipponensis juste au-dessous du squelette du spécimen FPDM-V8461 (Fukuivenator paradoxus) découvert au sommet de la carrière.

Fukuititan a été découvert dans la même carrière que Fukuisaurus tetoriensis, mais dans un niveau stratigraphique un peu plus récent, daté du Barrémien supérieur à l'Aptien, soit environ entre 127 et 115 Ma (millions d'années).